# Otto Gschwantler

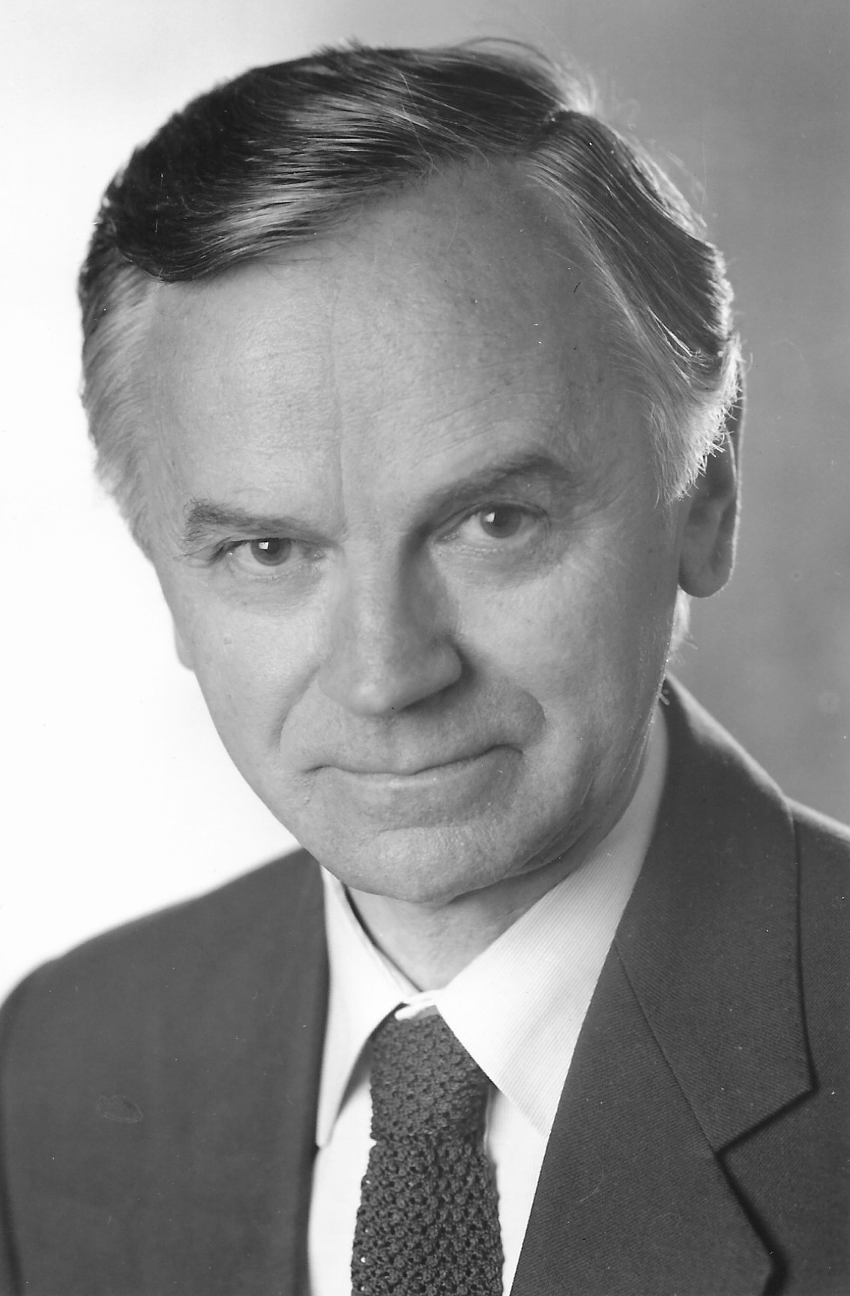
Otto Gschwantler an seinem 60. Geburtstag

Otto Gschwantler (* 13. April 1930 in Brixen im Thale, Tirol; † 31. Oktober 2016 in Wien) war ein österreichischer Altgermanist und Skandinavist.

## Leben
Otto Gschwantler wurde als drittes Kind des Schuhmachermeisters Anton Gschwantler und seiner Frau Anna, geb. Aschaber, geboren. Er besuchte acht Klassen Volksschule in seinem Heimatdorf und erlernte in dieser Zeit das Schuhmacherhandwerk von seinem Vater. 1945 machte er die Aufnahmeprüfung in die 3. Klasse des Gymnasiums in Hall. Das Obergymnasium absolvierte er am Borromäum in Salzburg und maturierte dort 1951 mit Auszeichnung. Er studierte Germanistik, Anglistik und Geschichte zuerst in Innsbruck, ab 1952 in München.
1957 kam er als Assistent Otto Höflers an das Germanistische Institut der Universität Wien, wo er 1960 sub auspiciis praesidentis rei publicae promovierte. 1961 erhielt er ein einjähriges Stipendium für die Universität Uppsala. 1971 habilitierte er sich an der Universität Wien für Ältere Deutsche und Nordische Philologie und wurde an dieser Universität 1973 außerordentlicher Universitätsprofessor und Leiter der Skandinavistischen Abteilung des Instituts für Germanistik.
Gschwantler setzte sich sehr für den Aufbau der skandinavistischen Abteilung ein. 1992 gelang es ihm, die Skandinavistik als eigenes Studienfach zu etablieren. Seine wissenschaftlichen Veröffentlichungen umfassen vor allem Arbeiten zur germanischen Heldensage, zur Runenkunde und zur Bekehrungsgeschichte Skandinaviens.
Nach seiner Erkrankung an Morbus Parkinson widmete er sich in den letzten Jahren seines Lebens vor allem seinem Hobby, der Mundartkunde seiner engeren Heimat.

## Auszeichnungen
- 1971: Kardinal-Innitzer-Förderungspreis für Geisteswissenschaften
- 1991: Ritterkreuz des isländischen Falkenordens

## Schriften (Auswahl)
- Christus, Thor und die Midgardschlange. In: Festschrift für Otto Höfler zum 65. Geburtstag. Hrsg. Helmut Birkhan und Otto Gschwantler. Bd. I, Wien 1968, S. 145–168.
- Versöhnung als Thema einer heroischen Sage. In: Beiträge zur Geschichte der deutschen Sprache und Literatur (West) 97 (1975), S. 230–262.
- Die Heldensage von Alboin und Rosimund. In: Festgabe für Otto Höfler zum 75. Geburtstag. Hrsg. Helmut Birkhan. Wien-Stuttgart 1976 (= Philologica Germanica 3), S. 214–254.
- Formen langobardischer mündlicher Überlieferung. In: Jahrbuch für Internationale Germanistik 11 (1979), S. 58–85.
- Älteste Gattungen germanischer Dichtung. In: Neues Handbuch der Literaturwissenschaft, Bd. 6: Europäisches Frühmittelalter. Hrsg. Klaus von See. Wiesbaden 1985, S. 91–123.
- Zeugnisse zur Dietrichsage in der Historiographie von 1100 bis gegen 1350. In: Heldensage und Heldendichtung im Germanischen. Hrsg. Heinrich Beck. Berlin/New York 1988 (= Ergänzungsbände zum Reallexikon der Germanischen Altertumskunde 2), S. 35–80.
- Heldensage als Tragoedia. In: 2. Pöchlarner Heldenliedgespräch. Die historische Dietrichepik. Hrsg.: Klaus Zatloukal. (= Philologica Germanica 13). Wien 1992, S. 39–67.
- Runeninschriften als Quelle der Frömmigkeitsgeschichte. In: Runeninschriften als Quellen interdisziplinärer Forschung. In Zusammenarbeit mit Sean Nowak, Hrsg. Klaus Düwel. Berlin / New York 1998 (= Ergänzungsbände zum Reallexikon der Germanischen Altertumskunde 15), S. 738–765.
- Vollständige Bibliographie der wissenschaftlichen Schriften in: Otto Gschwantler, Heldensage und Bekehrungsgeschichte. Gesammelte Aufsätze zur germanischen Heldensage in der Historiographie des Mittelalters und zur Bekehrungsgeschichte Skandinaviens. Hrsg. Rudolf Simek, Wien 2010, S. 507–511.